# الغارات الجوية على سهل البقاع 2024
غارات جوية على سهل البقاع أكتوبر 2024 في 28 أكتوبر 2024، نفذ الجيش الإسرائيلي سلسلة من الغارات الجوية على ما يقرب من اثنتي عشرة مستوطنة في وادي البقاع في لبنان، مما أسفر عن مقتل ما لا يقل عن 60 شخصًا وإصابة ما لا يقل عن 58 آخرين. كما أسفرت غارات جوية أخرى على قريتين في 30 أكتوبر عن مقتل ما لا يقل عن تسعة عشر آخرين. ووصف المحافظ الإقليمي باتشي خضر الغارات الجوية بأنها الأكثر كثافة في المنطقة منذ بدء التصعيد بين إسرائيل وحزب الله.

## خلفية

### تاريخ وادي البقاع
يقع وادي البقاع على بعد حوالي 30 كم (19 ميلاً) شرق بيروت.يقع الوادي بين جبل لبنان إلى الغرب وجبال لبنان الشرقية إلى الشرق، ويتوافق بشكل عام مع سوريا الجوفاء في كلاسيكية قديمة. إنه وادي خصيب في شرق لبنان وأهم منطقة زراعية فيه.

### الظروف في لبنان
وبسبب الحروب والظروف الاقتصادية والسياسية غير المستقرة التي واجهها لبنان في الماضي، مع الصعوبات التي لا يزال بعض المزارعين يواجهونها حتى اليوم، غادر العديد من سكان الوادي السابقين إلى المدن الساحلية في لبنان أو هاجروا من البلاد بالكامل.

### معركة صور 2024
صرحت إسرائيل بأن المنطقة كانت معقلاً لحزب الله.استهدفت القوات الجوية الإسرائيلية عدة مؤسسات تابعة لجمعية القرض الحسن ، وهي مؤسسة مالية مرتبطة بحزب الله،في ليلة 20-21 أكتوبر 2024، والتي شملت مؤسسات في وادي البقاع. قبل يوم واحد من الهجمات، استهدفت الغارات الجوية الإسرائيلية مدينة صور القريبة ، مما أسفر عن مقتل سبعة وإصابة سبعة عشر.

## الضربات الجوية والخط الزمني[7]

### 28 أكتوبر
28 أكتوبر 2024، قصفت طائرات حربية تابعة لسلاح الجو الإسرائيلي عدة قرى في 16 منطقة في الوادي. وأفادت وزارة الصحة العامة اللبنانية أن الغارات الجوية أسفرت عن مقتل 60 شخصًا على الأقل، وكان من بينهم طفلان على الأقل. بالإضافة إلى ذلك، أصيب ما لا يقل عن 58 شخصًا آخرين، حيث حاولت جهود الإنقاذ العثور على الضحايا والناجين بين الأنقاض. وصرح قائد طاقم الدفاع المدني في بعلبك بلال رعد أن الهجمات كانت أشبه بـ "حلقة من النار" "حاصرت المنطقة فجأة"، وأفاد أن الهجمات استهدفت عدة أحياء. وأشار أيضًا إلى أن نقص معدات الإنقاذ أعاق عمليات الإنقاذ بشكل كبير. وفي العلاق، قُتل ستة عشر مواطناً لبنانياً جميعهم من عائلة واحدة في إحدى الغارات الإسرائيلية. وفي بودا، أظهرت لقطات فيديو العديد من السكان وهم يتوسلون للحصول على معدات ثقيلة حتى يتمكنوا من انتشال المحاصرين في المباني المنهارة. وذكرت منظمة اليونسكو أن الهجمات استهدفت أيضًا محيط موقع هليوبوليس الروماني القديم المدرج على قائمة التراث العالمي ، ولم تظهر الصور الأولية للأقمار الصناعية أي أضرار كبيرة.

### 30 أكتوبر
في 30 أكتوبر 2024، تعرضت قريتين لغارات جوية إسرائيلية، مما أسفر عن مقتل تسعة عشر شخصًا بينهم ثماني نساء.